# Лепехо Олександр Миколайович
Олександр Миколайович Лепехо (нар. 25 жовтня 1971, Чернігів, УРСР) — український футболіст, захисник.

## Життєпис
Футбольну кар'єру розпочав у «Десні», у футболці якої дебютував 3 жовтня 1992 року в переможному (3:0) домашньому поєдинку 12-го туру Першої ліги України проти чортківського «Кристалу». Олександр вийшов на поле в стартовому складі, а на 85-й хвилині його замінив Андрій Білоусов. За три сезони, проведені в чернігівському клубі, у чемпіонатах України зіграв 51 матч, ще 5 поєдинків відіграв у кубку України. У сезоні 1993/94 та 1994/95 років провів у чернігівському «Текстильнику», який виступав в аматорському чемпіонаті України.
Напередодні старту сезону 1995/96 років перебрався до «Сходу». У футболці славутицького клубу дебютував 1 серпня 1995 року в програному (5:6 у серії пенальті) виїзному поєдинку 1/128 фіналу кубку України проти карпашівського «Колоса». Лепехов вийшов на поле в стартовому складі та відіграв увесь матч. У Другій лізі України дебютував 5 серпня 1995 року в програному (1:3) виїзному домашньому поєдинку 1-го туру групи А проти львівських «Скіфів». Олександр вийшов на поле в стартовому складі та відіграв увесь матч. Першим голом у професіональному футболі відзначився 22 вересня 1995 року на 12-й хвилині (реалізував пенальті) в переможному (3:0) домашньому поєдинку 13-го туру тисменицького «Хутровика». Лепехо вийшов на поле в стартовому складі, а на 89-й хвилині його замінив Ігор Гренюх. За два неповні сезони в складі «Нерафи» зіграв 46 матчів (3 голи) в Другій лізі України, ще 3 поєдинки провів у кубку України.
На початку 1997 року підписав контракт з «Торпедо-Кадіно». У могильовському клубі провів 2 сезони, за цей час у Вищій лізі Білорусі зіграв 46 матчів (1 гол), ще 4 поєдинки зіграв у кубку Білорусі. У вересні 1999 року повернувся до України, де знову став гравцем «Десни». У футболці чернігівського клубу дебютував 26 вересня 1999 року в програному (0:1) виїзному поєдинку 9-го туру групи В Другої ліги України проти кременчуцького «Адомса». Олександр вийшов на поле в стартовому складі, а на 83-й хвилині його замінив Олег Іващенко. За неповні два з половиною сезони, проведені в «Десні», зіграв 54 матчі в Другій лізі України та 3 поєдинки у кубку України. З 2002 по 2003 рік виступав в аматорському чемпіонаті України за «Ніжин», після чого завершив кар'єру гравця.